# El beso (película)
El beso (título original: The Kiss) es una película muda de 1896, y fue una de las primeras películas que se mostró comercialmente al público.  Alrededor de 18 segundos de duración, representa una recreación del beso entre May Irwin y John Rice de la escena final del musical The Widow Jones. La película fue dirigida por William Heise para Thomas Edison y producida en abril de 1896 en el Edison Studios de Edison, el primer estudio de cine en los Estados Unidos. En ese momento, Edison trabajaba en los estudios de Black Maria en West Orange, Nueva Jersey. 
Se considera este trabajo como el inicio del cine de temática amorosa, así como el del recurso del Final feliz (happy end).
En 1999, el corto fue considerado "culturalmente significativo" por la Biblioteca del Congreso de los Estados Unidos y seleccionado para su preservación en el National Film Registry.